# Colibrí de cua metàl·lica del Chinguela
El colibrí de cua metàl·lica del Chinguela (Metallura odomae) és una espècie d'ocell de la família dels troquílids (Trochilidae).

## Hàbitat i distribució
Viu a la selva humida i zones obertes dels Andes del sud de l'Equador i nord del Perú.